# Dorka Gryllus

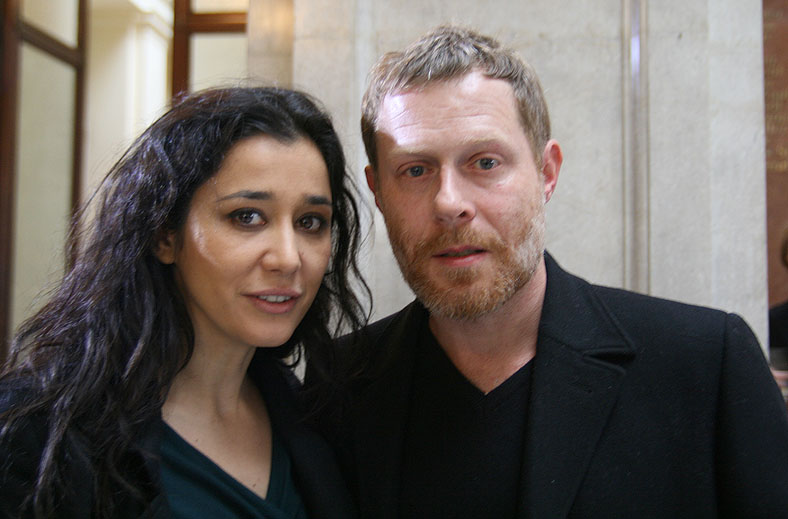
Dorka Gryllus mit Andreas Lust, 2011

Dorka Gryllus (anhörenⓘ * 26. Dezember 1972 in Budapest), im ungarischen Film auch Dóra Gryllus, ist eine ungarische Schauspielerin.

## Biografie
Die Tochter einer Regisseurin studierte von 1994 bis 1998 Schauspiel an der Theater- und Filmakademie von Budapest. 1998 wurde Dorka Gryllus am Theater der Stadt Kaposvár engagiert. Dort war sie sowohl in klassischen Stücken von Carlo Goldoni (Sommerfrische, 2003), Molière (Don Juan, 2000) oder Alexander Ostrowski (Der Wald, 2002) als auch in Musical-Hauptrollen wie My Fair Lady oder Cabaret (beide 2002) zu sehen. 2010 spielte Gryllus die Helga in Leonyid Zorins Warschau Melodie am Budapester Pinceszínház-Theater.
Parallel zu ihrer Theaterarbeit wirkte sie ab Mitte der 1990er Jahre in verschiedenen ungarischen Film- und Fernsehproduktionen mit. Nach der Nebenrolle der Fräulein Mendel in Rolf Schübels preisgekröntem Spielfilm Ein Lied von Liebe und Tod – Gloomy Sunday (1999) begann sie aufgrund fehlender Angebote in Ungarn den Schwerpunkt ihrer Arbeit auf den deutschsprachigen Film zu verlagern. Unter der Regie von Schübel erschien sie auch in den Fernsehfilmen Kollaps (2002), in dem sie einen Kriegsflüchtling spielte, und Zeit der Wünsche (2005). In Dieter Wedels Fernsehfilm Mein alter Freund Fritz (2007) war sie als junge Ärztin Cora zu sehen, die einen erfolgreichen Chirurgen (gespielt von Ulrich Tukur) bewundert.
Der Durchbruch als Filmschauspielerin gelang Gryllus jedoch in ihrer ungarischen Heimat mit Robert Adrian Pejos Drama Hau ab (2005). Ursprünglich vom Regisseur als „viel zu schön“ angesehen, erhielt sie die weibliche Hauptrolle erst, als die vorgesehene Schauspielerin erkrankt war. In Hau ab schlüpfte sie in die Rolle der Oana, Mitglied einer Roma-Gemeinde, die sich am Rande einer apokalyptischen Müllhalde angesiedelt hat. Der Part brachte ihr Darstellerpreise auf dem russischen „Faces of Love“-Filmfestival von Sotschi, dem Festrola-Filmfestival im portugiesischen Setúbal sowie der Ungarischen Filmschau ein. Im selben Jahr wurde die Ungarin bei den 55. Filmfestspielen von Berlin gemeinsam mit Schauspieltalenten wie der Französin Sara Forestier oder dem Deutschen Max Riemelt als „Shooting Star“ geehrt.
Weitere Auftritte im deutschsprachigen Film (Der Knochenmann und Soul Kitchen, beide 2009) und internationalen Kino (Tage der Finsternis – Day of Wrath, 2006; Irina Palm, 2007) folgten. 2010 arbeitete Gryllus erneut mit Robert Adrian Pejo zusammen für den Thriller Der Kameramörder, der auf dem gleichnamigen Kriminalroman von Thomas Glavinic basiert. Die Rolle der zweifelnden Sonja brachte ihr 2011 eine Nominierung als beste Darstellerin für den erstmals vergebenen Österreichischen Filmpreis ein. Im selben Jahr demonstrierte sie öffentlich vor dem Budapester Parlament gegen das umstrittene neue ungarische Mediengesetz. 2011 verkörperte sie in dem Fernsehfilm Schicksalsjahre an der Seite von Maria Furtwängler die impulsive wolgadeutsche Sängerin Norah. 2015 spielte sie in dem Kinofilm Die Kleinen und die Bösen an der Seite von Christoph Maria Herbst und Peter Kurth die Rolle der leichtlebig-fröhlichen Anabell.
Daneben war Dorka Gryllus ab 2003 Leadsängerin der Berliner Band RotFront, die unter anderem amerikanische Musikstile wie Ska und Cumbia mit Polka und Klezmer verbindet.

## Filmografie (Auswahl)
- 1996: Csajok
- 1996: Érzékek iskolája
- 1996: Istálló (Fernsehfilm)
- 1997: Romani Kris – Zigeunergesetz (Romani kris – Cigánytörvény)
- 1999: Ein Lied von Liebe und Tod – Gloomy Sunday
- 2002: Kollaps
- 2002: Tiszta lap
- 2004: Das Schwalbennest
- 2004: Mix
- 2005: Zeit der Wünsche (Fernsehfilm)
- 2005: Hau ab (Dallas Pashamende)
- 2005: Der Fürst und das Mädchen (Fernsehserie, 9 Folgen)
- 2006: Tage der Finsternis – Day of Wrath
- 2007: Irina Palm
- 2007: Mein alter Freund Fritz (Fernsehfilm)
- 2008: Nyugalom
- 2008: Die Welt ist groß und Rettung lauert überall
- 2008: Braams – Kein Mord ohne Leiche (Fernsehfilm)
- 2009: Der Knochenmann
- 2009: Tatort – Familienaufstellung
- 2009: Tatort – Kinderwunsch
- 2009: Soul Kitchen
- 2010: Das Geheimnis in Siebenbürgen
- 2010: Der Kameramörder
- 2010: Igazából apa
- 2010: Entzauberungen
- 2011: Schicksalsjahre
- 2011: Notruf Hafenkante – Blackout
- 2011: Der Kriminalist – Abgetaucht
- 2012: Löwenzahn Gift – Der knallrote Kuchen
- 2011: Alarm für Cobra 11 – 72 Stunden Angst
- 2013: Unsere Mütter, unsere Väter – Eine andere Zeit
- 2013: Tatort – Schwindelfrei
- 2014: Alarm für Cobra 11 – Auf eigene Gefahr
- 2014: Der Kriminalist – Rex Solus
- 2014–2018: Der Staatsanwalt (Fernsehserie, 6 Folgen)
- 2015: Der Metzger und der Tote im Haifischbecken
- 2015: Die Kleinen und die Bösen – Regie: Markus Sehr
- 2015: Der Metzger muss nachsitzen
- 2015: Das Wetter in geschlossenen Räumen
- 2015: Tatort – Benutzt
- 2015: Víkend
- 2015: En passant (Kurzfilm)
- 2016: Emma nach Mitternacht – Frau Hölle
- 2017: Honigfrauen (Fernsehserie, 3 Folgen)
- 2017: A hentes, a kurva és a félszemü
- 2017: Tod im Internat – Schattenwelten
- 2017: Tatort – Sturm
- 2018: Ein starkes Team – Preis der Schönheit
- 2018–2019: CopStories (Fernsehserie, 6 Folgen)
- 2019: Tatort – Glück allein
- 2019: Ízig-vérig (Fernsehserie, 10 Folgen)
- 2020: Apatigris (Fernsehserie, 4 Folgen)
- 2020: München Mord: Ausnahmezustand
- 2021: Ein nasser Hund
- 2021: Baptiste (Fernsehserie, 6 Folgen)
- 2022: SOKO Köln: Der schöne Richard (Fernsehserie)
- 2023: Landkrimi – Steirerschuld (Fernsehreihe)
- 2024: SOKO Donau: Der große Mitsch (Fernsehserie)
- 2024: Die Ermittlung
- 2024: House of Spoils
- 2024: Véletlenül írtam egy könyvet
- 2024: Die Spaltung der Welt (Fernsehserie, 2 Folgen)
- 2025: Fremmed: Det første opgør
- 2025: Der Bergdoktor – Wechselwirkungen
- 2025: Tatort: Charlie (Fernsehreihe)
- 2025: Doppelhaushälfte – Cultural Heritage (Fernsehserie)

## Auszeichnungen
- 2003: Beste Darstellerin der Sterijas Theaterspiele in Novi Sad
- 2005: Ungarischer „Shooting Star“ auf der Berlinale
- 2005: Beste Darstellerin bei der Ungarischen Filmschau für Hau ab
- 2005: Beste Darstellerin des „Faces of Love“-Filmfestivals in Sotschi für Hau ab
- 2005: Beste Darstellerin des Festrola-Filmfestivals in Setúbal für Hau ab
- 2011: nominiert für den Österreichischen Filmpreis als beste weibliche Darstellerin für Der Kameramörder